# Parenki
Parenki, dawn. Parenkie (ukr. Пареньки - Pareńky, 1736 m n.p.m.) – wielowierzchołkowy wał górski w Gorganach, w paśmie Grofeńskim, pomiędzy Grofą a Małą Popadią, którego dwa najwyższe szczyty mają wysokość 1736 i 1667 m n.p.m. Położony jest w południowo-zachodniej części Gorganów, które są częścią Beskidów Wschodnich. Jest częścią zachodniego ramienia masywu górskiego, znajdującego się kilka kilometrów na wschód od Wierchu Czarnej Riki (1269 m n.p.m.).
Nazwa pochodzi od pary wierzchołków (1736 i 1667 m n.p.m.).
Przez Parenki przebiega Wschodniokarpacki Szlak Turystyczny.